# Deutschlandsender GmbH
«Дойчландзендер» (Deutschlandsender GmbH) (до 1933 года называлось «Немецкая волна» (Deutsche Welle GmbH)) — некоммерческое общество с ограниченной ответственностью существовавшее в 1926-1934 гг.

## Радиовещательная деятельность компании
Радиокомпания вела:
- в 1926—1934 гг. вещание по одной общегосударственной программе, звучавшей в Германии на длинных волнах;
- в 1929—1934 гг. передачи на заграницу на немецком языке под позывным «Вельтрундфункзендер».

## Владельцы
Радиокомпания принадлежала:
- (в 1926-1933 гг.)
  - на 70% - некоммерческому обществу с ограниченной ответственностью «Рейхсрадио;
  - на 30% - земле Пруссия[1]
- (в 1933-1934 гг.)
  - на 100% - некоммерческому обществу с ограниченной ответственностью «Рейхсрадио»[2].

## Финансирование
Радиокомпания финансировалась:
- (в 1922-1925 гг.)
  - за счёт продажи рекламного времени;
- (в 1925-1931 гг.)
  - Имперским министерством почт;
  - в меньшей степени - за счёт продажи рекламного времени;
- (в 1931-1934 гг.)
  - Имперским министерством почт, преимущественно от средств от сбора абонемента со всех владельцев радиоприёмников;
  - на 0,2% - за счёт продажи рекламного времени.

## Правопреемники
Радиокомпания была поглощена некоммерческим обществом с ограниченной ответственностью «Рейхсрадио в 1934 году.